# Chris Ethridge
Chris Ethridge (* 10. Februar 1947 in Meridian, Mississippi; † 23. April 2012 ebenda) war ein US-amerikanischer Gitarrist und Bassist. Er war der Mitbegründer der beiden Country-Rock-Bands International Submarine Band und Flying Burrito Brothers.

## Leben
Chris Ethridge wurde 1947 in Meridian, Mississippi geboren. Bevor er im Alter von 17 Jahren nach Kalifornien zog, hatte er bereits in mehreren Bands gespielt. In Kalifornien lernte er den Gitarristen Joel Scott Hill kennen und trat mit ihm in Gram Parsons’ International Submarine Band ein. Parsons verließ die Band anschließend für die The Byrds, bevor er dann mit Ethridge 1968 die Flying Burrito Brothers gründete. Bereits nach einem Album, The Gilded Palace of Sin, verließ Ethridge wieder die Band und tourte als Instrumentalmusiker für Emmylou Harris, Clarence White und Sneaky Pete Kleinow. Parsons starb im September 1973, und Ethridge trat in dessen Band Docker Hill Boy ein, in der bereits Joel Scott Hill spielte. Gemeinsam mit Sneaky Pete und Gib Guilbeau formierten sich die beiden erneut als Flying Burrito Brothers und nahmen 1975 das Album Flying Again auf.
Auch diese Band verließ Ethridge schon nach einem Jahr wieder, wurde fortan Studiomusiker und arbeitete unter anderem mit Johnny Winter, Ry Cooder und Randy Newman zusammen. Außerdem ging er mit Willie Nelson über acht Jahre lang auf Tour.
Ethridge, der verheiratet war und zwei Söhne und eine Tochter hatte, starb an Pankreaskrebs.

## Diskografie
Flying Burrito Brothers
- 1969: The Gilded Palace of Sin
- 1991: From Another Time
- 1975: Flying Again
- 1996: Eye of a Hurricane
- 2002: Red Album: Live Studio Party in Hollywood

Willie Nelson
- 1978: Stardust
- 1980: Honeysuckle Rose OST
- 2001: Pretty Paper

Ry Cooder
- 1970: Ry Cooder
- 1974: Paradise and Lunch
- 1976: Chicken Skin Music